# Pleißenburg
Die Pleißenburg war ein historisches Bauwerk am damaligen Rand der sächsischen Stadt Leipzig. Das im 13. Jahrhundert errichtete Gebäude wurde 1549 als Festung neu aufgeführt und 1897 bis auf den Turm abgebrochen. Heute befindet sich an dieser Stelle das Neue Rathaus.

## Name
Am Standort führt der Pleißemühlgraben vorbei, der damals wie heute bisweilen als Pleiße bezeichnet wurde. Davon wurde der Name der Burg abgeleitet.

## Geschichte

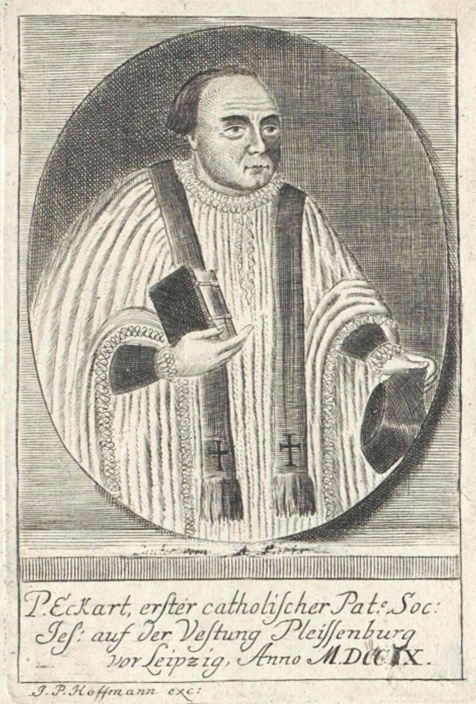
Pater Heinrich Eggerth S.J., ab 1709 Seelsorger auf der Festung Pleißenburg

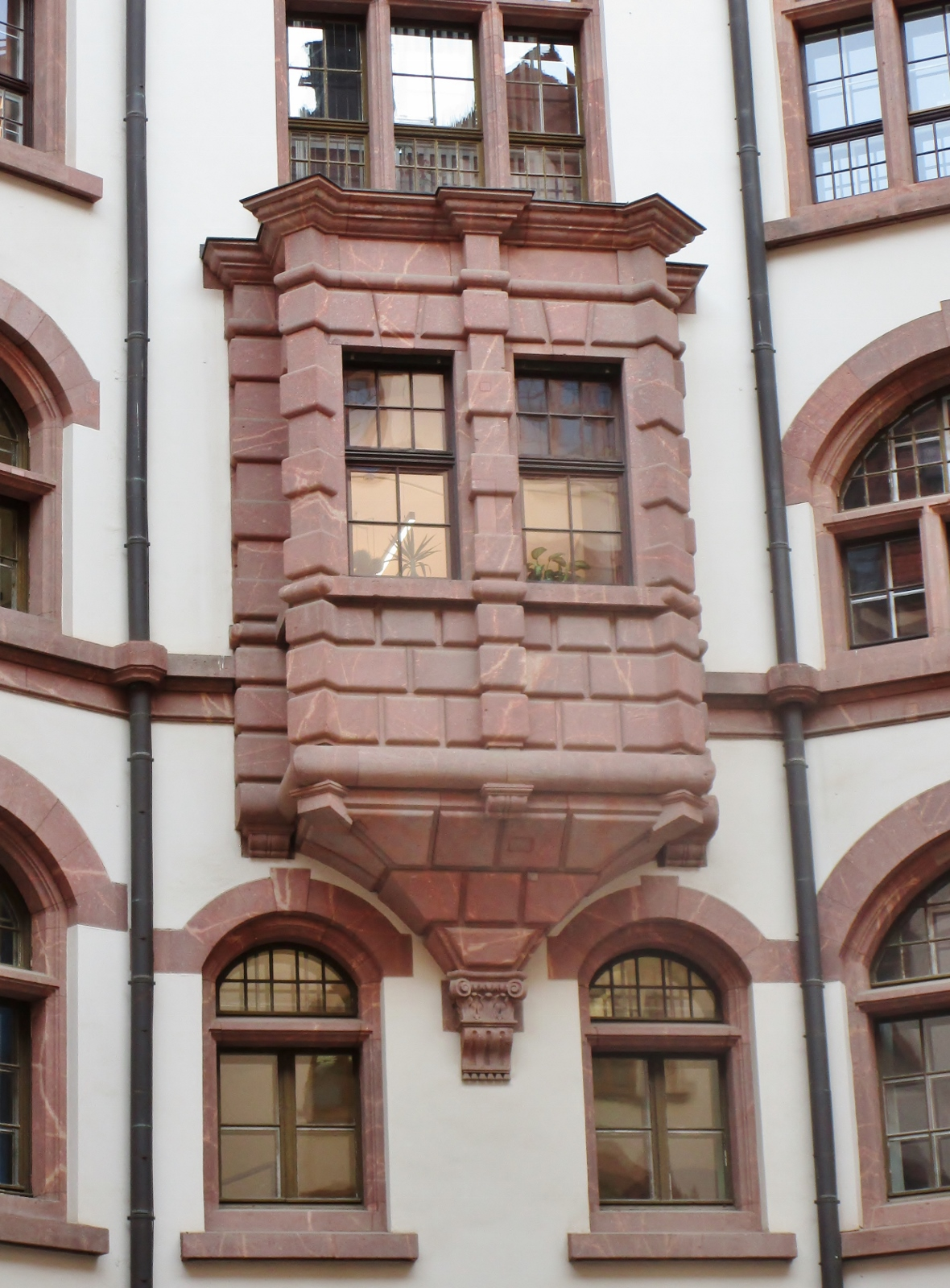
Pappenheim-Erker im Rathaus-Innenhof (2023)

Im 13. Jahrhundert ließ Markgraf Dietrich der Bedrängte (1162–1221) eine Burg errichten und benannte sie nach der vorbeiführenden Pleiße. In der Pleißenburg, zu dieser Zeit auch Schloss genannt, fand 1519 die Leipziger Disputation statt; in der Schlosskapelle hielt Martin Luther (1483–1546) am Pfingstsonnabend 1539 die erste evangelische Predigt in Leipzig.
Nach den schweren Zerstörungen durch die Belagerung im Schmalkaldischen Krieg ließ Kurfürst Moritz von Sachsen (1521–1553) 1548 das Schloss abreißen und 1549 unter der Bauleitung von Hieronymus Lotter (1497–1580) als Festung über einem dreieckigen Grundriss neu errichten. Die neue Pleißenburg war an das Befestigungssystem der Stadt angegliedert und vom Hauptwall durch einen eigenen Wassergraben getrennt, so dass sie die Funktion einer Zitadelle übernahm. Sie war mit Kasematten versehen und an der Feldseite mit einer dreieckigen Bastion ausgestattet. 
Vom 27. Juni bis zum 16. Juli 1519 wurde dort das Streitgespräch in Form von These und Gegenthese zwischen Martin Luther und Johannes Eck ausgetragen, das als Leipziger Disputation bekannt wurde. 
In der Festung befand sich auch der erste nachreformatorische, katholische Kirchenraum der Stadt. 1697 konvertierte Kurfürst Friedrich August I. (1670–1733) zum Katholizismus. Daher bemühten sich die in Leipzig ansässigen Katholiken um die Genehmigung zur Einrichtung einer eigenen Kapelle. Der König wies 1710 den Kommandanten der Festung Pleißenburg an, dort einen Raum für die Durchführung katholischer Gottesdienste zur Verfügung zu stellen. Gleichzeitig beauftragte man den Jesuitenpater Heinrich Eggerth, die Gemeinde zu betreuen. In den folgenden Jahren wurden die Leipziger Katholiken ausschließlich durch die Jesuiten pastoriert und es lebten hier schließlich drei, später vier Patres. Sie bewohnten ein Haus in der Stadt und wurden von der Regierung besoldet.
Im Dreißigjährigen Krieg begann mit der Eroberung der Pleißenburg am 14. September 1631 der Angriff des Heeres der katholischen Liga unter Tilly auf das Kurfürstentum Sachsen. Der Angriff endete mit der schweren Niederlage des Tilly-Heeres in der Schlacht bei Breitenfeld am 17. September gegen das schwedisch-sächsische Heer unter dem schwedischen König Gustav II. Adolf.
Nach dem Dreißigjährigen Krieg verlor die Pleißenburg allmählich ihre militärische Bedeutung. 1764 wurde sie aus der Liste der sächsischen Festungen gestrichen. Sie wurde noch als Verwaltungsgebäude und Kaserne genutzt. 1765 bis 1790 war die neu gegründete Leipziger Zeichen- und Kunstakademie unter Adam Friedrich Oeser (1717–1799) in der Pleißenburg untergebracht – hier wurde der junge Student Johann Wolfgang Goethe (1749–1832) von Oeser im Zeichnen unterrichtet. Auch der Naturforscher Wilhelm Gottlieb Tilesius von Tilenau studierte hier. Im Jahr 1753 war die Münzstätte Leipzig in die Kasematten der Pleißenburg verlegt worden. Ihre Stilllegung erfolgte 1765, da sie nicht mehr benötigt wurde. 1784 richtete der Chemiker Christian Gotthold Eschenbach (1753–1831) das erste chemische Laboratorium der Universität in der Pleißenburg ein.
Seit 1794 befand sich die vom Leipziger Stadtbaudirektor Johann Carl Friedrich Dauthe (1746–1816) erbaute Sternwarte Leipzig als weithin sichtbarer oberer Abschluss auf dem Turm der Pleißenburg. Von 1838 bis 1876 diente der westliche Flügel als Unterkunft der von Albert Geutebrück (1801–1868) begründeten Königlich-Sächsischen Baugewerkenschule, die aus der Abteilung für Baukunst der Kunstakademie als eigenständiges Bildungsinstitut hervorging.
Mit der Einweihung der Kaserne Möckern ging 1875 die jahrhundertelange militärische Nutzung der Pleißenburg zu Ende. 1895 erwarb die Stadt Leipzig die Burg vom Königreich Sachsen. 1897 begann der Abbruch der Pleißenburg, und um das Jahr 1900 entstand auf Teilen des Areals der heutige Burgplatz. Von 1899 bis 1905 wurde unter der Leitung von Hugo Licht (1841–1923) der Monumentalbau des Neuen Rathauses errichtet. Die Gesamtfläche aller Gebäude der ehemaligen Pleißenburg aber war größer. Auf ihrem Areal wurden außerdem das Stadthaus und das Gebäude der Leipziger Bank, heute Filiale der Deutschen Bank erbaut. 1913 gab es auf der IBA in Leipzig einen Nachbau der Pleißenburg. 
Von der Pleißenburg ist nur noch der von Hieronymus Lotter entworfene Turm erhalten als Sockel für den weithin sichtbaren Turmaufsatz des Neuen Rathauses. Ebenfalls erhalten ist der sogenannte Pappenheim-Erker aus dem Innenhof der alten Pleißenburg, der an den 1632 bei Lützen gefallenen kaiserlichen Kavalleriegeneral Gottfried Heinrich zu Pappenheim erinnert, der hinter diesem Fenster aufgebahrt wurde.  

Die Entwicklung im Bild
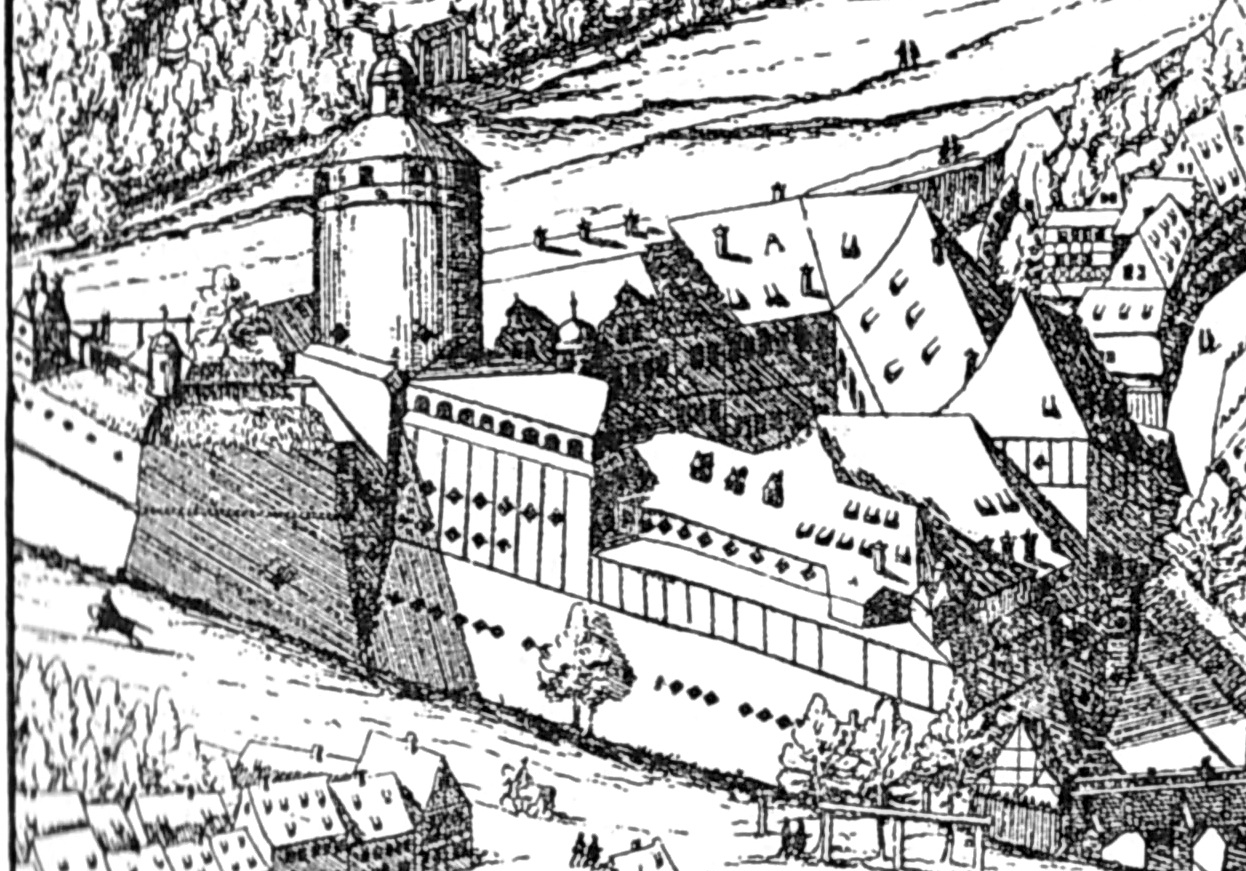
1615
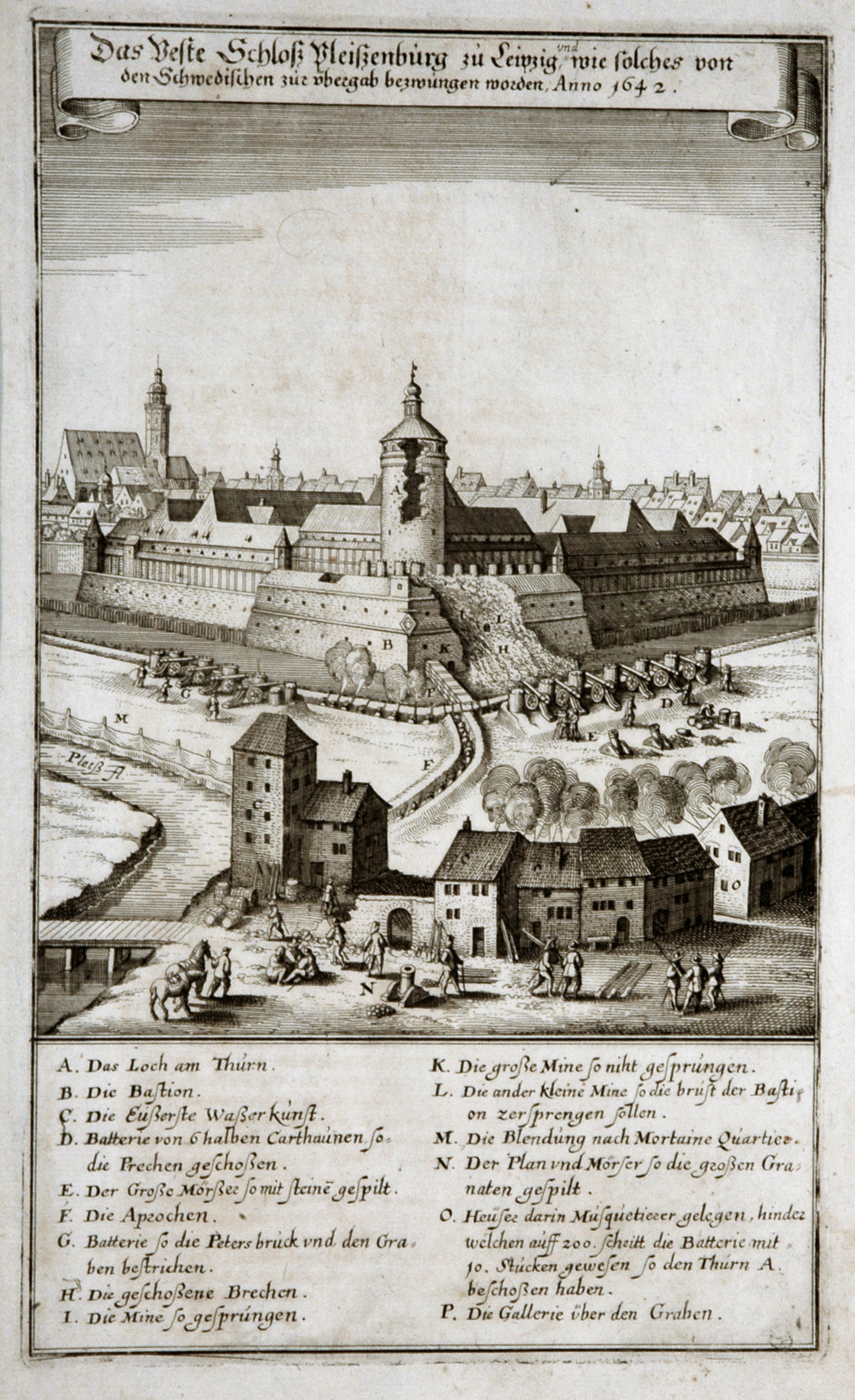
1642
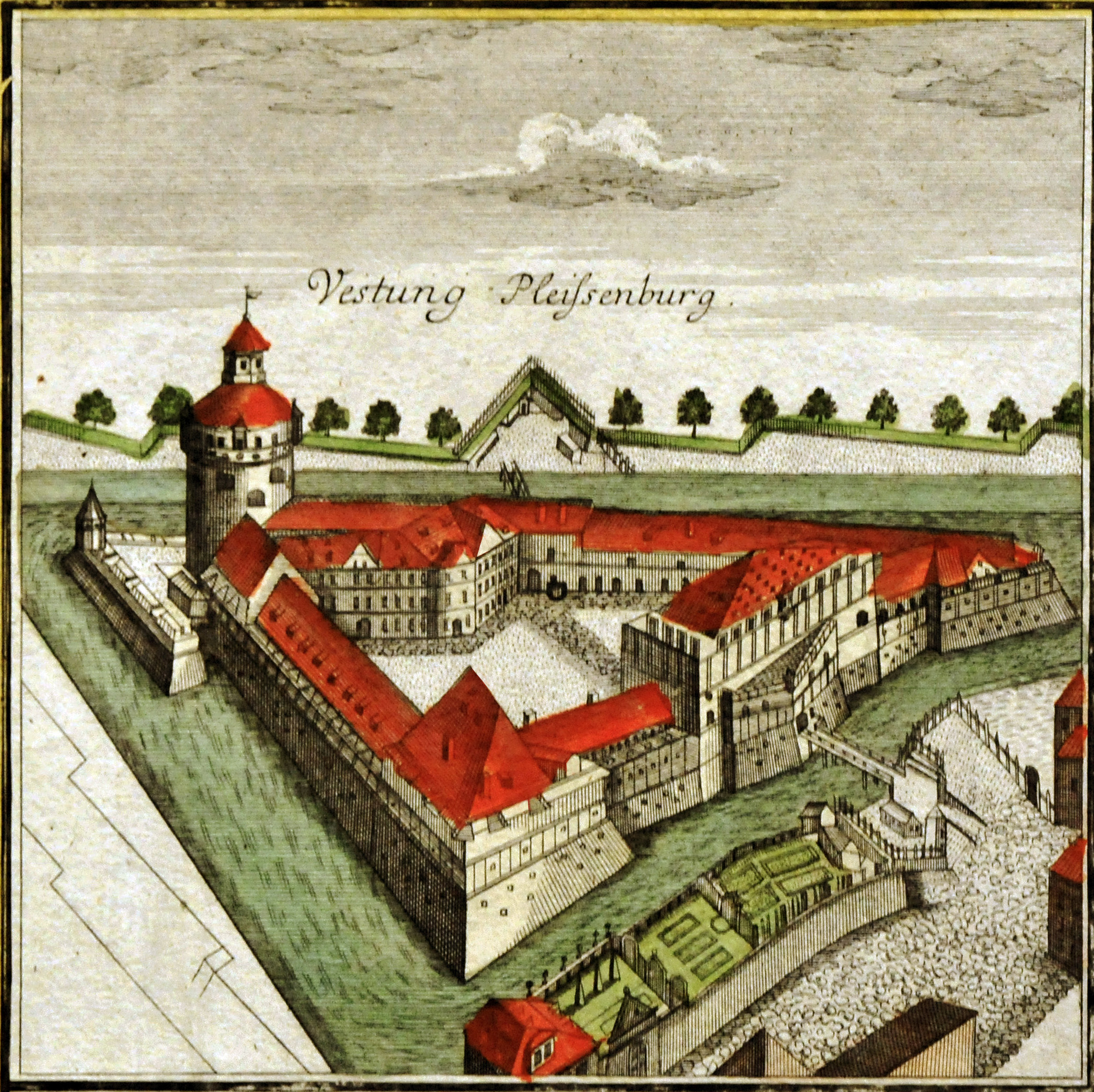
1749
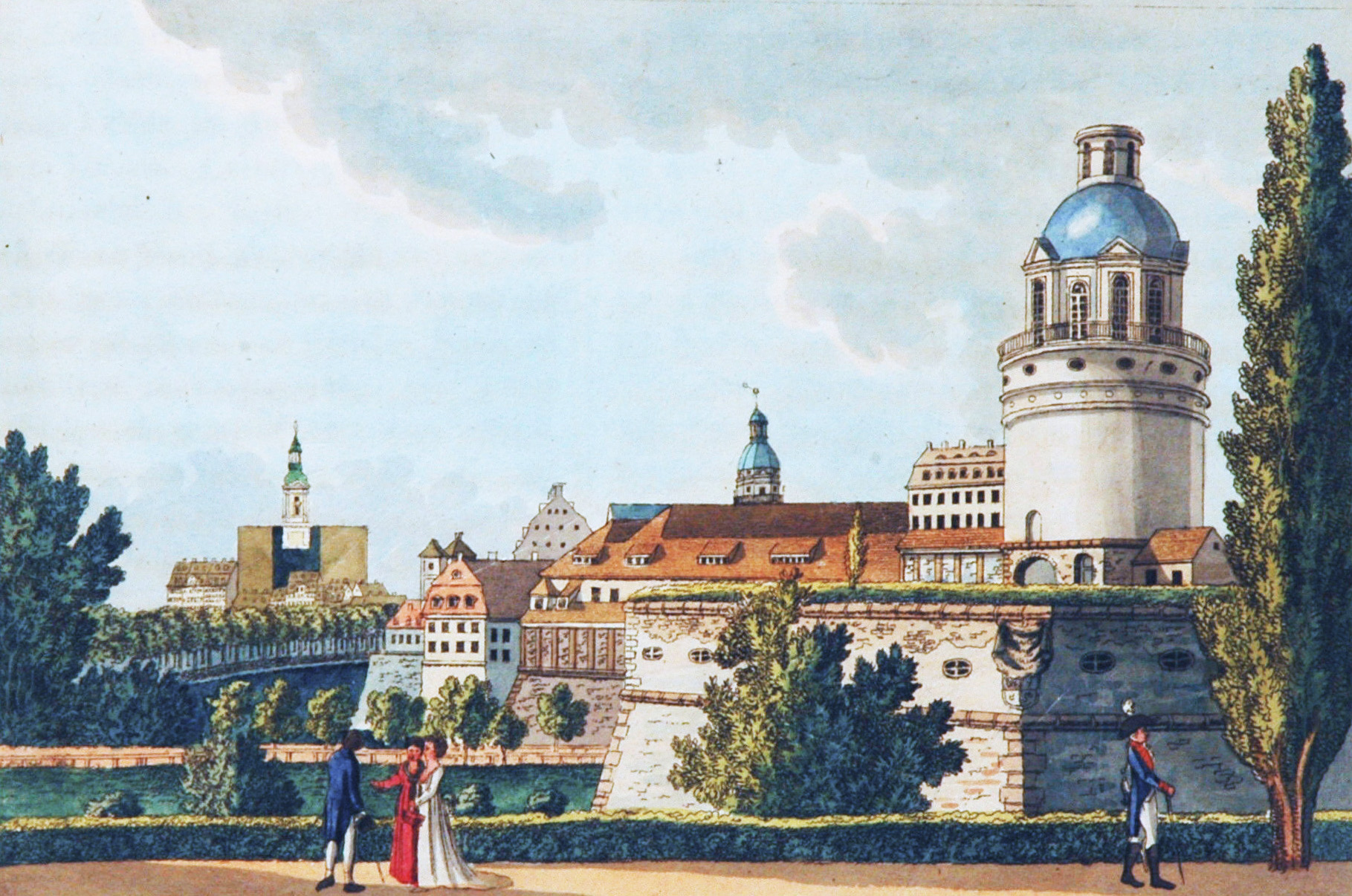
1804
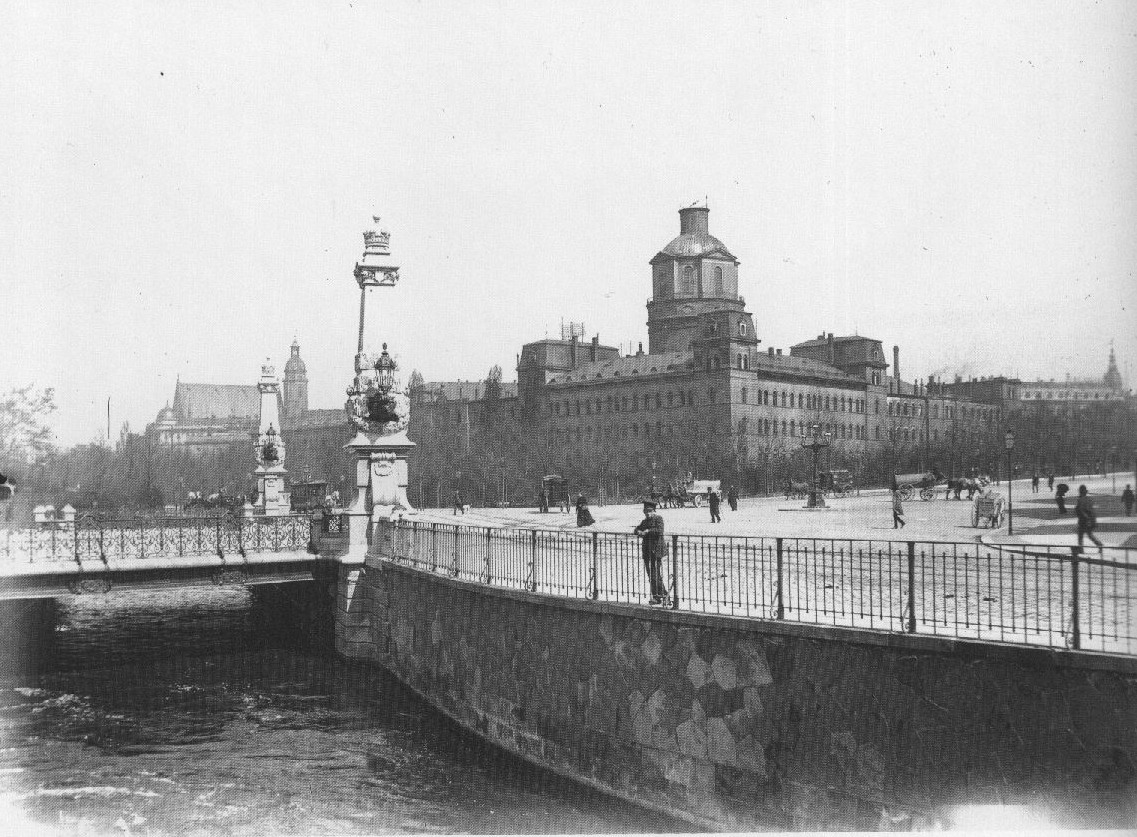
1890
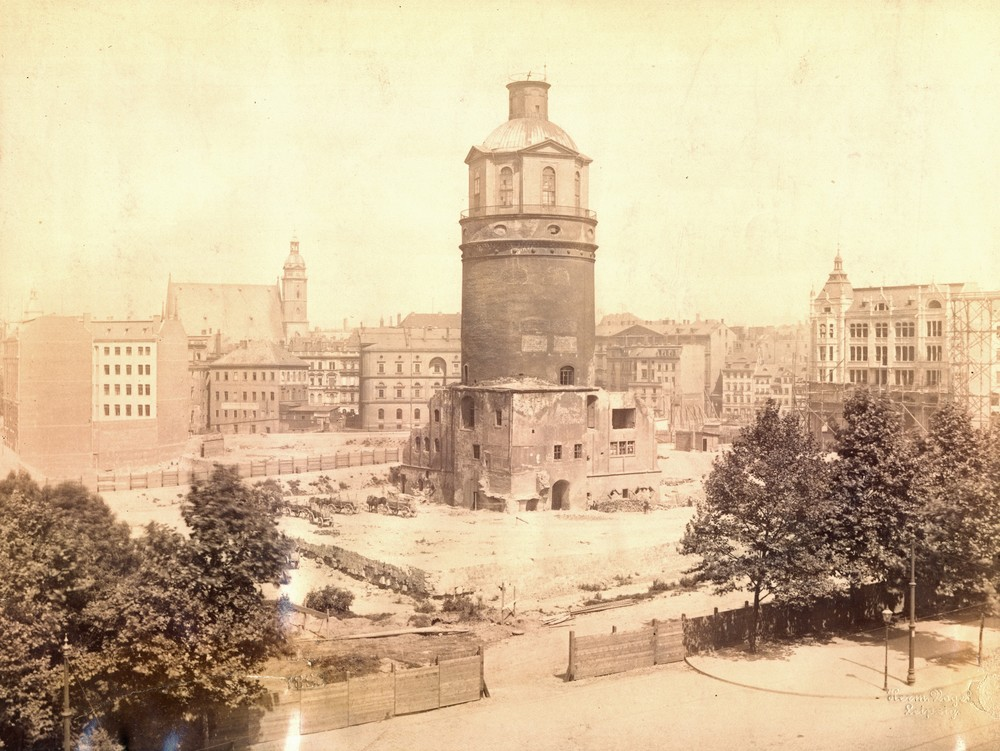
Turm während des Abbruchs 1899